# Cattedrale di Santa Maria Assunta (Frosinone)
Il duomo di Frosinone, oppure cattedrale di Santa Maria Assunta, è il luogo di culto cattolico più importante di Frosinone, chiesa madre della diocesi di Frosinone-Veroli-Ferentino.

## Storia
Le origini della chiesa sono paleocristiane: venne innalzata sui resti di un tempio dedicato a Marte sulla cima del colle dove era sorta l'acropoli dell'antica Frusino, e si ritiene che sia stata cattedrale di un'antica diocesi frusinate che si sarebbe poi fusa con quella di Veroli nell'VIII secolo. Nel medioevo fu ricostruita in stile romanico, ma venne ampiamente rimaneggiata nel XVIII secolo: fu di ispirazione per la nuova veste della chiesa la basilica di Sant'Andrea della Valle a Roma. Dell'edificio medievale rimase il campanile romanico, a tre ordini di finestre bifore.

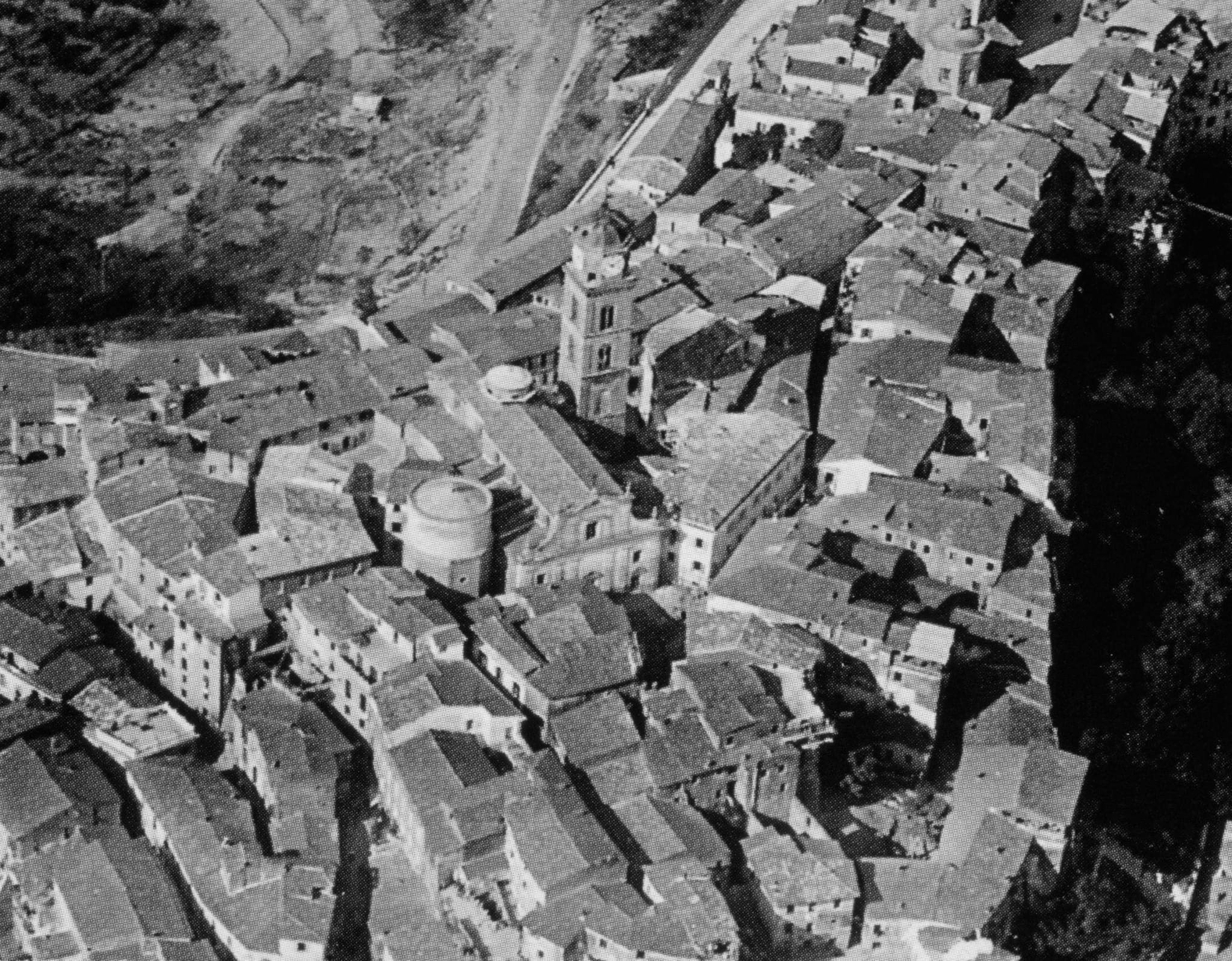
Veduta aerea della Cattedrale negli anni '20, prima che i bombardamenti cambiassero la morfologia della zona

Elevata a Collegiata insigne da papa Benedetto XIV il 15 luglio 1755 con la contestuale attribuzione al parroco del titolo di arcidiacono, ottenne da papa Pio IX l'uso del trono papale come cattedra vescovile nel 1850.
L'11 settembre del 1943 le bombe si abbattono su Frosinone e anche sulla chiesa e la piazza fronte stante, segnandone la storia. La Cattedrale presenta gravissimi danni, con parte della facciata crollata e una navata completamente sfondata. Al suo fianco il serbatoio comunale viene raso completamente al suolo. Le bombe si abbattono anche sulla Piazza dinanzi alla chiesa, polverizzando gli edifici sul lato sud. La chiesa viene ricostruita nel dopoguerra e ai lavori contribuirono anche i ciociari emigrati all'estero.
Divenne concattedrale di Veroli-Frosinone l'11 aprile 1965. È cattedrale della diocesi di Frosinone-Veroli-Ferentino dal 27 febbraio 1987.

## Descrizione

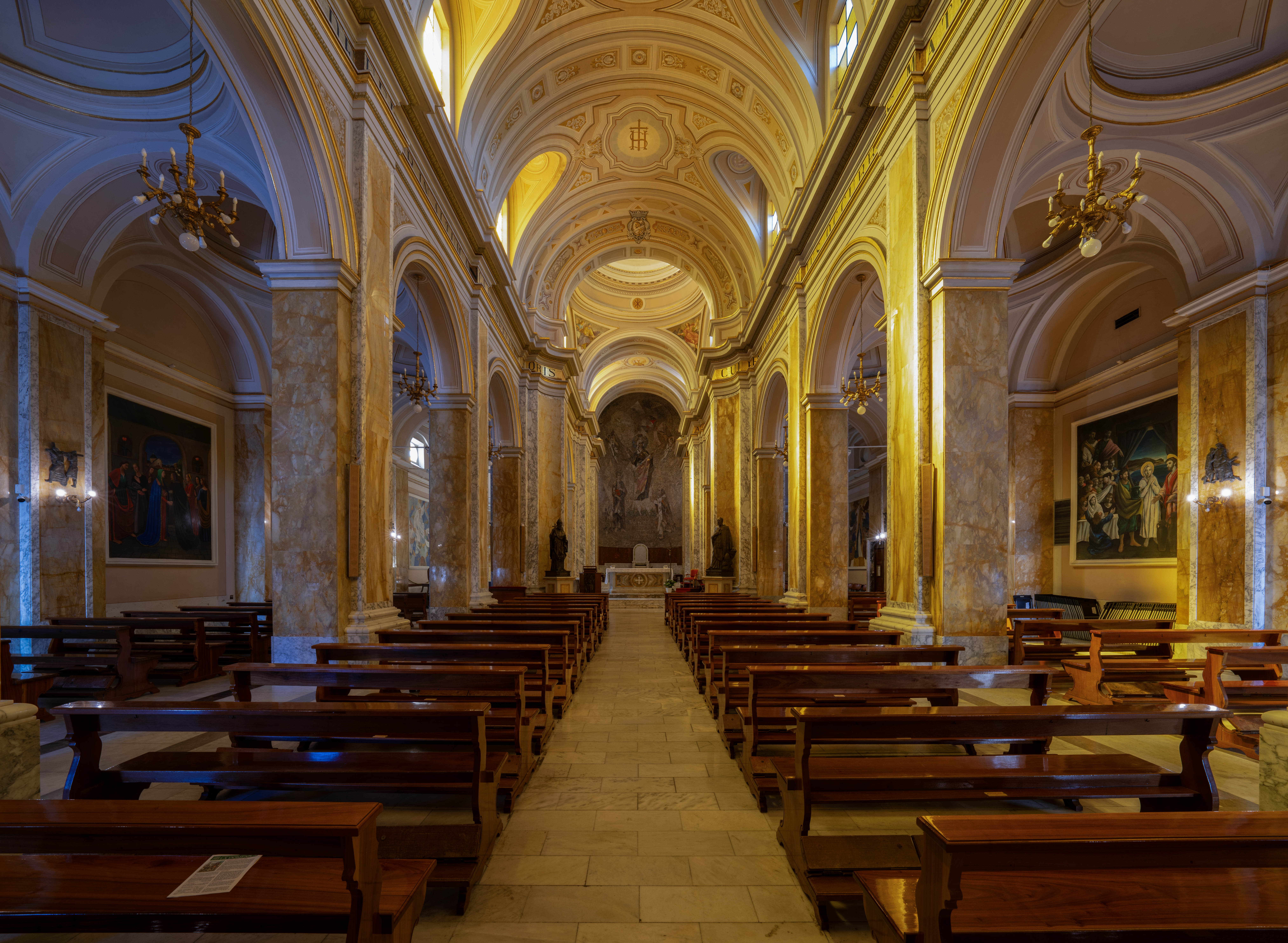
Interno.

La cattedrale di Santa Maria Assunta si trova nel centro storico di Frosinone, in piazza Santa Maria.
La facciata, a salienti, è preceduta da una scalinata in pietra. Essa è suddivisa in due sezioni sovrapposte da un cornicione idealmente sostenuto, nella parte inferiore, da sei lesene in marmo, intervallate dai tre portali, ognuno coronato da un frontone. Nella parte superiore, invece, in corrispondenza della navata centrale, si apre un finestrone rettangolare. La facciata è terminata in alto da un frontone triangolare.
Lungo il lato destro della chiesa, si eleva il campanile (del 1500) romanico, sormontato da un cupolino a pianta ottagonale. Nel campanile si aprono tre ordini sovrapposti di bifore con arco a tutto sesto, sorrette da colonnine in marmo bianco.Sorge sul punto più alto di Frosinone, 291 metri s.l.m., ed è alto 62 metri. Prima del secondo conflitto mondiale, le finestre del primo ofidne erano state murate, ma vennero poi riaperte nel dopoguerra. Il Campanile resse ai bombardamenti della guerra, "cavandosela" con un solo foro su uno dei grandi orologi che danno sul corso. Orologi che rimasero fermi però alle ore 22:10 dell'11 settembre 1943, data del grande bombardamento del capoluogo ciociaro. Sulla cima del campanile era stata posizionata una sirena che avvisava i cittadini in caso di incursioni aeree, che rimase in funzione fino alla distruzione della centralina che la metteva in funzione sita nella rocca. La bandieruola di ferro, vicina alla croce, sulla cupola del campanile, venne rimossa negli anni cinquanta e tuttora non riposizionata.
L'interno della cattedrale è a tre navate separate da pilastri con paraste corinzie.
Tra le opere d'arte sopravvissute agli eventi bellici che il luogo sacro conserva vi è la Madonna con Sant'Anna, San Giovannino e angeli del 1641: si tratta di un tondo dipinto dal Sementi, discepolo di Guido Reni.
La cattedrale custodisce inoltre opere pittoriche d'arte contemporanea di Gisberto Ceracchini, Domenico Purificato, Eliano Fantuzzi, Giovanni Colacicchi, Luigi Montanarini, Manlio Sarra, che narrano la vita della Vergine e del Cristo.
Ai lati dell'altare maggiore, vi sono le statue bronzee dei santi papi frusinati Ormisda e Silverio, patroni della città.
Sulla cantoria in controfacciata si trova l'organo a canne, costruito nel 1957 dalla ditta Pinchi e ampliato nel 2015; a trasmissione elettrica, dispone di 19 registri su due manuali e pedale.